# Titanotoca
Titanotoca là một chi bướm đêm thuộc phân họ Olethreutinae, trong họ Tortricidae.

## Các loài
- Titanotoca pagerostoma Diakonoff, 1984